# Barend Hermanus Groenewald
Barend Hermanus Groenewald, né en 1905, décédé en 1976 est un botaniste sud-africain.